# TORAN
Le TORAN est un système de radiolocalisation hyperbolique, d'une portée pouvant atteindre plusieurs centaines de kilomètres, il permettait une localisation de précision métrique.